# Sušetice
Sušetice jsou vesnice, část města Sedlec-Prčice v okrese Příbram ve Středočeském kraji. Nachází se asi dva kilometry jihozápadně od Sedlce. Prochází zde silnice II/121. Je zde evidováno 38 adres. V roce 2011 zde trvale žilo 72 obyvatel.
Sušetice jsou také název katastrálního území o rozloze 3,45 km².

## Historie
První písemná zmínka o vesnici pochází z roku 1450.

## Obyvatelstvo
| Rok            | 1869 | 1880 | 1890 | 1900 | 1910 | 1921 | 1930 | 1950 | 1961 | 1970 | 1980 | 1991 | 2001 | 2011 | 2021 |
| -------------- | ---- | ---- | ---- | ---- | ---- | ---- | ---- | ---- | ---- | ---- | ---- | ---- | ---- | ---- | ---- |
| Počet obyvatel | 235  | 281  | 252  | 231  | 198  | 193  | 162  | 148  | 132  | 115  | 103  | 85   | 63   | 72   | 50   |
| Počet domů     | 32   | 33   | 34   | 34   | 33   | 33   | 34   | 36   | 36   | 28   | 29   | 33   | 33   | 36   | 37   |

## Obecní správa
Při sčítání lidu v letech 1850–1960 Sušetice byly samostatnou obcí, se kterým patřily nejprve do okresu Sedlčany, ale od roku 1960 v okrese Benešov. Od 12. června 1960 do 31. prosince 1979 byly částí obce Jetřichovice v okrese Benešov. Od 1. ledna 1980 jsou částí města Sedlec-Prčice v okrese Benešov. Od 1. ledna 2007 vesnice přešla spolu s městem Sedlec-Prčice z okresu Benešov do okresu Příbram.

## Pamětihodnosti
- Z historických prvků lidové architektury zde zůstal zachován pouze mimořádně cenný dřevěný špýchárek. V minulosti ovšem byla v Sušeticích celá řada usedlostí a staveb, jejichž architektura byla typická pro celé území Českého Meránu (charakteristické byly zejména polygonální stodoly). Téměř všechny tyto stavby zmizely vinou přestaveb či demolic v době od čtyřicátých do šedesátých let 20. století.
- Na okraji obce u komunikace se nachází výklenková kaple.

## Galerie

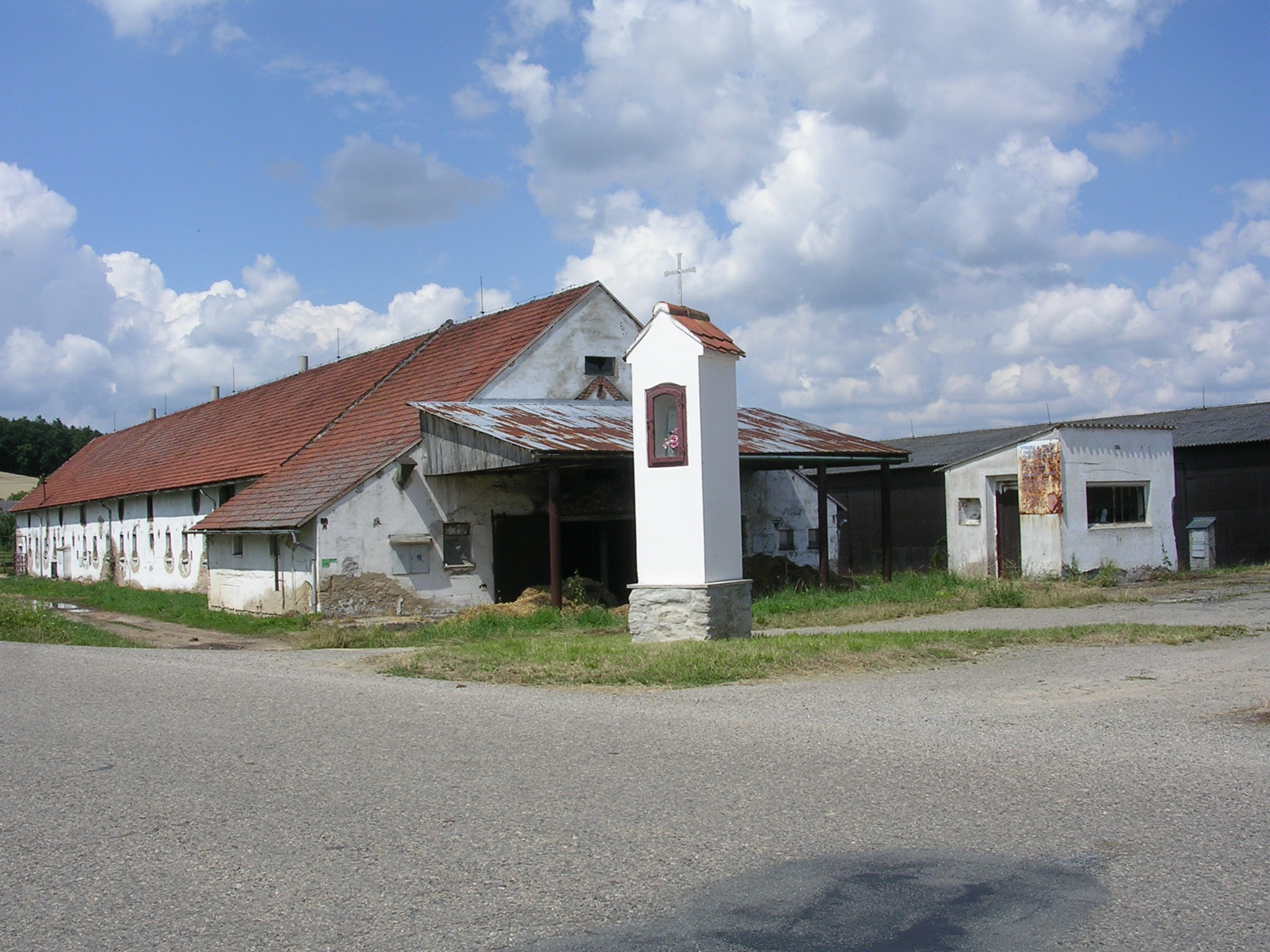
Kaplička a kravín u křižovatky
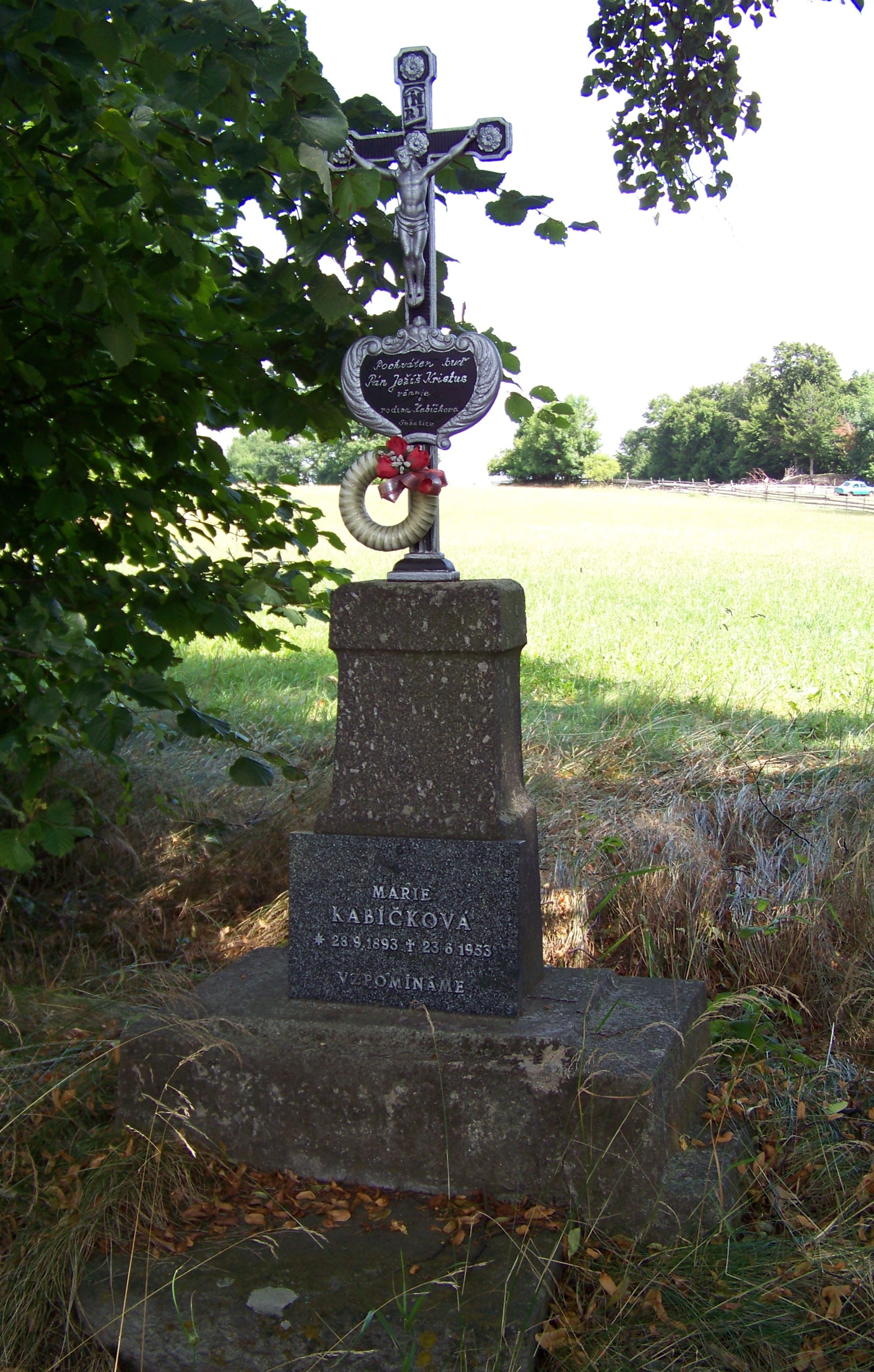
Křížek rodiny Kabíčkovy